# Denver (Missouri)
Pour les articles homonymes, voir Denver (homonymie).
Denver est un village, situé au sud-est du comté de Worth, dans le Missouri, aux États-Unis,. Initialement appelé Fairview, il est fondé en 1849 et incorporé en 1945.

## Démographie
Lors du recensement de 2010, le village comptait une population de 39 habitants. Elle est estimée, en 2016, à 37 habitants.

### Source de la traduction
- (en) Cet article est partiellement ou en totalité issu de l’article de Wikipédia en anglais intitulé « Denver, Missouri » (voir la liste des auteurs).